# Видуклеское староство
Видуклеское староство (лит. Viduklės seniūnija) — одно из 12 староств Расейняйского района, Каунасского уезда Литвы. Административный центр — местечко Видукле.

## География
Расположено в центральной Литве, на Жемайтской возвышенности (северная половина) и Нижненеманской низменности, в западной части Расейняйского района.
Граничит с Немакщяйским староством на западе, Палепяйским и Расейняйским — на востоке, Шилувским — на северо-востоке, Эржвилкским и Шимкайчяйским староствами Юрбаркского района — на юге, а также Пакражантским и Лёляйским староствами Кельмеского района — на севере.

## Население
Видуклеское староство включает в себя местечко Видукле, 46 деревень, 2 хутора и 2 населённых пункта при железнодорожных станциях.